# Primula scandinavica
Primula scandinavica ist eine Pflanzenart aus der Familie der Primelgewächse (Primulaceae).

## Beschreibung

### Erscheinungsbild und Laubblatt
Primula scandinavica wächst als ausdauernde, krautige Pflanze, die mit den Blütenstandsschäften Wuchshöhen von 4 bis 10 (selten bis zu 15) Zentimeter erreicht. Viele Pflanzenteile sind mehlig bestäubt.
Die Laubblätter stehen in grundständigen Rosetten zusammen. Die einfache Blattspreite ist bei einer Länge von 1 bis 5 Zentimeter und einer Breite von 0,4 bis 1,5 Zentimeter elliptisch, länglich oder spatelförmig. Die Spreitenränder sind ganzrandig und zum oberen Ende hin leicht gekerbt-gezähnt. Die Blattunterseite weist üblicherweise eine reichliche, mehlige Bestäubung auf.

### Blütenstand und Blüte
Primula scandinavica bildet ein bis zwei (selten vier) Blütenstandsschäfte aus, die endständig zwei- bis achtblütige (selten bis zehnblütige) Blütenstände tragen. Die mit Stielen von 1 bis 5 Millimeter Länge versehenen mehligen Tragblätter sind lanzettlich, an der Basis fast sackförmig und 5 bis 8 Millimeter lang.
Die zwittrigen Blüten sind radiärsymmetrisch und fünfzählig mit doppelter Blütenhülle. Die fünf Kelchblätter sind zu einem 5 bis 6 Millimeter langen, eckigen und mehligen Kelch mit stumpfen Kelchzipfeln verwachsen. Die im Durchmesser 9 bis 12 (selten bis 15) Millimeter große Krone besteht aus fünf dunkelvioletten bis zartlila gefärbten Kronblättern mit rotem und selten weißem Schlund. Die Kronröhre ist etwa eineinhalbmal so lang wie der Kelch. Die Narbe ist kugelförmig. Es liegt Homostylie vor (die Art bildet also nur einen Blütentyp aus).

### Frucht und Samen
Die zahlreiche Samen tragende Kapselfrucht ist so lang wie der Kelch oder ragt über diesen hinaus.

### Chromosomenzahl
Die Chromosomenzahl beträgt 2n = 72.

## Vorkommen
Primula scandinavica ist in Norwegen und Schweden beheimatet. Sie ist eine kalkliebende Pflanze und besiedelt Lebensräume wie grasige Berghänge in alpinen und subalpinen Höhenlagen, felsige und sandige Küstenregionen und Bereiche entlang von Flüssen und Bächen als auch Weideland.

## Gefährdung
Primula scandinavica wird von der IUCN in der Roten Liste der gefährdeten Arten geführt und als gering gefährdet (NT – Near Threatened) eingestuft. Sowohl Schweden als auch Norwegen führen diese Art in ihren nationalen Roten Listen.
Die Europäische Union listet diese Art in der FFH-Richtlinie in Anhang II und verpflichtet damit die Mitgliedsländer zur Verwirklichung von Schutzgebieten.

## Systematik
Primula scandinavica wurde 1938 von Helga Gösta Bruun in Svensk Botanisk Tidskrift Utgifven af Svenska Botaniska Foreningen, Band 32, Seite 249 erstbeschrieben.
Die Art gehört wie die weit verbreitete Mehl-Primel (Primula farinosa) in die Sektion Aleuritia und in die Untergattung Aleuritia.